# Penya Motorista Barcelona
La Penya Motorista Barcelona, abreujat PMB, és una entitat esportiva barcelonina fundada l'any 1947 que es dedica a l'organització de competicions de motociclisme. És coneguda especialment per haver organitzat durant més de 30 anys una de les proves de resistència més prestigioses del món, les 24 Hores de Montjuïc, però al llarg de la seva història n'ha organitzades moltes altres de ben diverses, entre les quals la Pujada a la Rabassada, el Ral·li dels Pirineus, el Trial de Primavera i el de Nadal, les 6 Hores de Calafat i el Superprestigio Solo Moto. També ha col·laborat amb l'empresa barcelonina RPM Exclusivas en l'organització del Trial Internacional d'Andorra i el Supercross de Barcelona.
La PMB, a més, ha organitzat competicions de Supermotard, Minimotos, Quads, Sidecar Trial i esdeveniments puntuals com ara el XLIV Ral·li FIM o la Concentració hivernal d'Alp. Finalment, l'entitat col·labora sovint amb altres clubs i entitats en l'organització de proves ciclistes, festes populars i altres activitats.

## Història

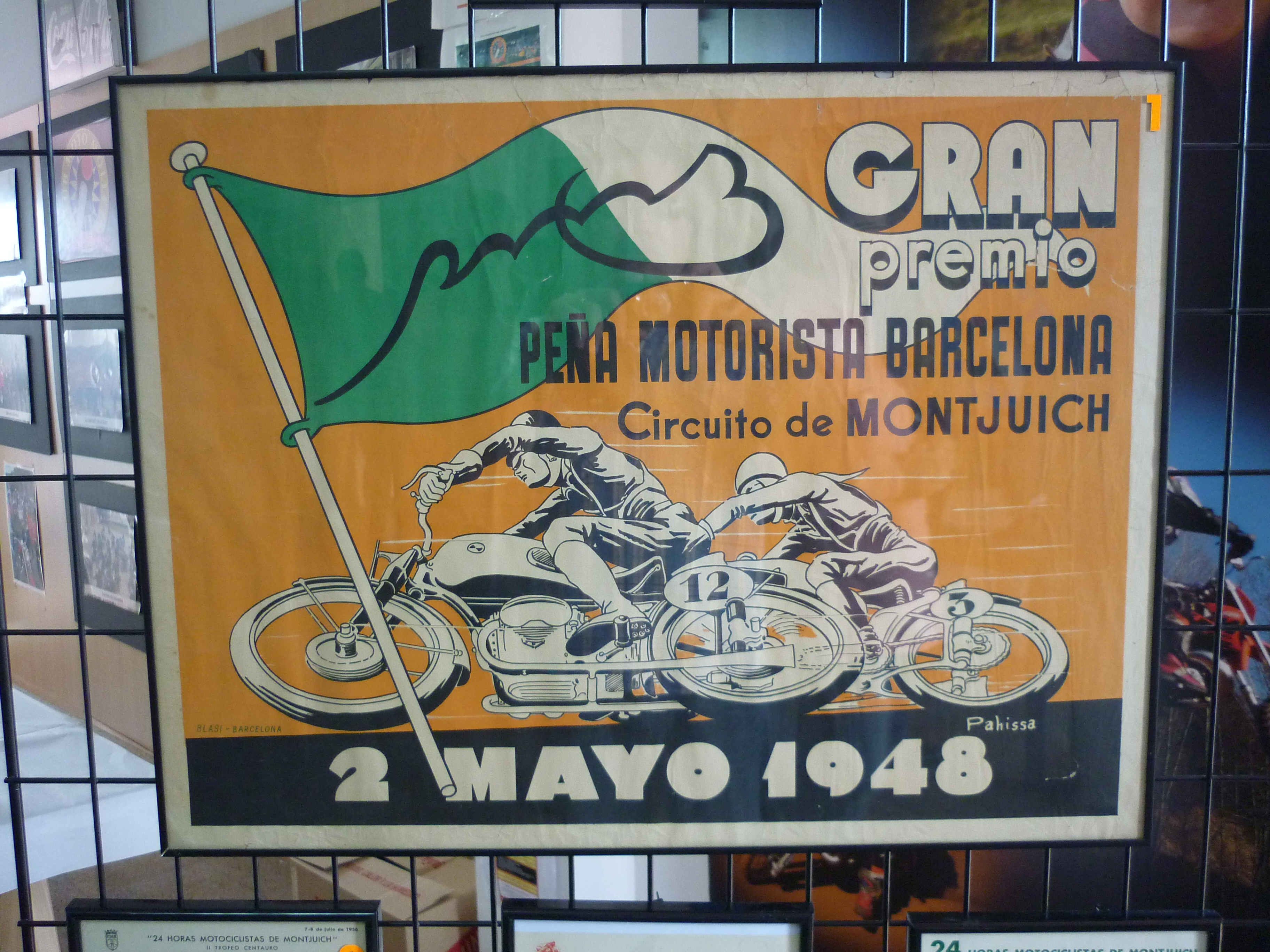
Cartell del Gran Premi de Barcelona de 1948, organitzat per la PMB

L'entitat fou fundada el 12 de març de 1947 per un grup d'afeccionats a la motocicleta que es reunien habitualment al bar Velòdrom del carrer Muntaner de Barcelona. Està afiliada a la Federació Catalana de Motociclisme i al llarg de la seva història alguns dels seus membres han ocupat càrrecs de responsabilitat dins el món del motociclisme estatal, com ara Marià Cugueró, antic president de la PMB que ho fou també de la federació espanyola (RFME, Real Federación Motociclista Española) durant la dècada de 1950.
Menys d'un any després de la seva fundació, la PMB ja va començar a organitzar proves de ressò. Així, el 7 de març de 1948 convocà una matinal automobilista i motociclista al circuit de Montjuïc, anomenada Matinal Pro-Hospitales. El 2 de maig d'aquell mateix any organitzà el "I Gran Premi de la Penya Motorista Barcelona" al mateix emplaçament i el 26 de juny, una "Demostració en Pista de Cendra" al canòdrom Parc Sol de Baix de Barcelona, sobre una pista de cendra de 530 m. El 1948 organitzà també la primera Barcelona – Tarragona, una prova de regularitat que tingué força continuïtat.
Fou el 1949 quan l'entitat començà a organitzar una de les seves proves més emblemàtiques, la pujada de muntanya a l'Arrabassada, la qual recuperà de l'oblit després de 16 anys de no convocar-se. Era la XI edició d'aquesta cursa i se celebrà el 27 de novembre, amb una distància de 4.900 m. Arribats al 1955, la PMB decidí tirar endavant l'esdeveniment més reeixit de tots els que ha organitzat mai: les 24 Hores de Montjuïc.

## Esdeveniments

### Per disciplina
Tot seguit es relacionen els principals esdeveniments organitzats per la PMB durant la seva història, agrupats per disciplina motociclista. La llista contempla només aquelles proves que han tingut una certa continuïtat al llarg dels anys.:
- Resistència:

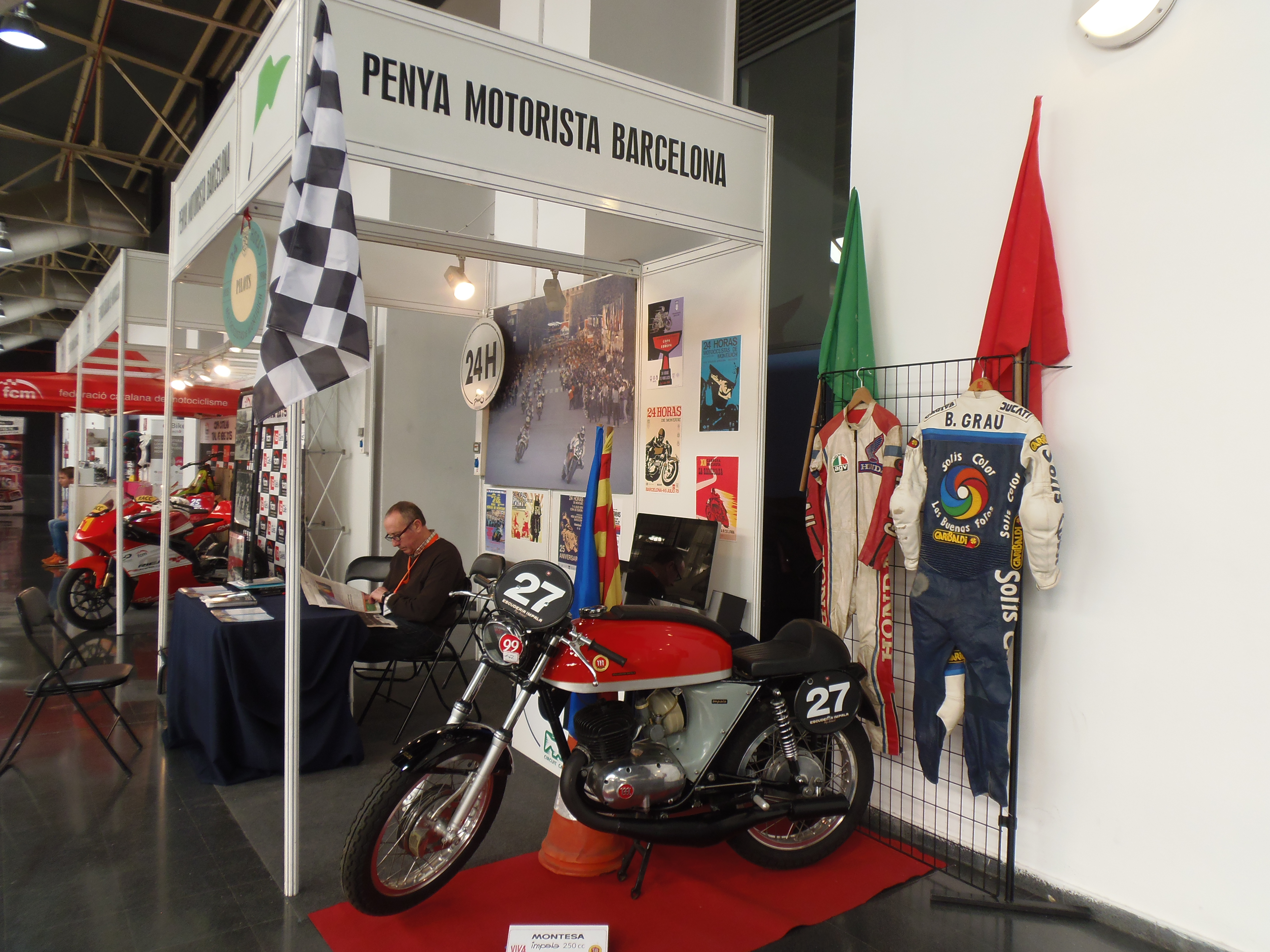
Estand de la PMB al Saló BCN Moto del 2015, amb material procedent de les 24 Hores de Montjuïc

  - 24 Hores de Montjuïc (1955-1986, al Circuit de Montjuïc)
  - 24 Hores Motociclistes de Catalunya (1995-1997, al Circuit de Catalunya)
- Pujades de muntanya:
  - Pujada a la Rabassada (1949-1979)
  - Santa Creu de Olorde (1960-1976)
  - Pujada al Castell de Montjuïc (1971-1978)
- Regularitat:
  - Barcelona – Tarragona (1948-1953)
  - Prova de Regularitat del Penedès (1978-1981)
- Ral·li:
  - Ral·li dels Pirineus (1960-1961)
  - Ral·li Mil Kilòmetres (1960-1963)
  - Ral·li Turístic I.E.S.E. (1963-1965)
  - Ral·li Nacional de les 12 Hores (1964-1965)
  - Ral·li Penedès (1980-1986)
- Trial:
  - Trial de Primavera (1968-1985)
  - Trial de Nadal (1977-1984)
- Proves en pista coberta:
  - Trial Indoor Solo Moto (1984-1985)
  - Supercross de Barcelona (1984-1993)
- Tot Terreny (Enduro):
  - TT del Maresme (1970)
  - TT de Collbató (1976)
  - Dos Dies TT El Garraf (1978)
  - Dos Dies TT El Bruc (1979)

### Circuit de Catalunya
La Penya Motorista Barcelona ha col·laborat estretament amb el Circuit de Catalunya, a Montmeló, des de la seva fundació. A tall d'exemple, en aquell emplaçament hi ha desenvolupat les següents activitats:
- Posada en marxa i organització de totes les proves esportives durant els primers 3 anys
- 24 Hores Motociclistes de Catalunya (de 1995 a 1997)
- Grans Premis del Campionat del Món de Motociclisme
- Grans Premis del Campionat del Món de Fórmula 1
- Campionats de Catalunya, d'Espanya i d'Europa
- Copes monomarca